# Otto Frisch
Otto Robert Frisch (ngày 1 tháng 10 năm 1904 – 22 tháng 9 năm 1979) là một nhà vật lý người Do Thái quốc tịch Áo sau chuyển thành quốc Anh. Cùng với người cộng tác là Rudolf Peierls ông đã thiết kế nên cơ chế lý thuyết đầu tiên cho việc kích nổ một quả bom nguyên tử vào năm 1940. Ông là cháu của nhà vật lý nữ Lise Meitner
Frisch là người Do Thái sinh ra ở Viên năm 1904, có cha là một họa sĩ và mẹ là một người chơi piano thính phòng. Ông thừa hưởng từ họ cả tài hội họa lẫn chơi đàn, nhưng giống như dì của mình là Lise Meitner, ông sớm có tình yêu đối với vật lý và bắt đầu nghiên cứu nó ở Đại học Viên, tốt nghiệp năm 1926 với nghiên cứu ảnh hưởng của electron trên các loại muối. Sau vài năm làm việc ở những phòng thí nghiệm mờ nhạt ở Đức, Frisch nhận một vị trí ở Hamburg dưới quyền nhà khoa học được giải Nobel Otto Stern. Ở đây ông nghiên cứu tán xạ nguyên tử và moment từ của proton
Sau khi Hitler trở thành Thủ tướng Đức năm 1933, Frisch quyết định chuyển tới London nơi ông làm việc tại Cao đẳng Birkbeck, Đại học London về công nghệ buồng mây và phóng xạ nhân tạo. Sau đó ông dành 5 năm làm việc với Niels Bohr tại Copenhagen về vật lý hạt nhân, đặc biệt là vật lý neutron mà bấy giờ ông đã trở thành một chuyên gia hàng đầu. Vào dịp Giáng sinh năm 1938 ông tới thăm dì của mình Liser Meitner ở Kungälv. Họ thảo luận về tin Otto Hahn và Fritz Strassmann ở Berlin đã phát hiện thấy việc va đập neutron với hạt nhân uranium sinh ra Barium trong số các sản phẩm phụ. Hai người phỏng đoán rằng hạt nhân uranium phân tách làm đôi, giải thích quá trình và ước tính năng lượng giải phóng, và Frisch đã đặt ra thuật ngữ phân hạch cho quá trình này
. Frisch trở lại Copenhagen, nơi ông nhanh chóng có thể cô lập các mảnh vỡ của phản ứng phân hạch. Ý tưởng cơ bạn cả một thí nghiệm chứng minh trực tiếp sự phân hạch đến từ một gợi ý của George Placzek.
Hè năm 1939 Frisch rời Đan Mạch để tới Birmingham cho một chuyến đi mà ông dự tính là ngắn ngày, nhưng Chiến tranh thế giới thứ hai bùng nổ khiến ông không thể quay về. Dưới ảnh hưởng của chiến tranh, ông cùng Rudolf Peierls soạn thảo Giác thư Frisch-Peierls, văn bảo đầu tiên xác định quá trình xảy ra một vụ nổ nguyên tử, sử dụng uranium-235 với khối lượng tới hạn tương đối nhỏ có thể để chế tạo thành bom. Giác thư này là cơ sở của Dự án Tube Alloys chế tạo bom nguyên tử của Anh, sau này sáp nhập vào Dự án Manhattan. Trong khuôn khổ dự án, Frisch tới Hoa Kỳ năm 1943 và ngay trước đó nhập quốc tịch Anh.
Tại Los Alamos, Frisch tham gia vào nhóm xác định lượng uranium làm giàu cần thiết để tạo ra khối lượng tới hạn. Sau khi dự án kết thúc ông trở về Anh, đảm nhiệm chủ nhiệm bộ môn vật lý hạt nhân ở Cơ sở Nghiên cứu Năng lượng Nguyên tử ở Harwell, mặc dù phần lớn 30 năm sau đó ông chủ yếu giảng dạy ở Đại học Cambridge nơi ông giữ ghế Giáo sư Jackson về Triết học Tự nhiên và là một học giả ở Cao đẳng Trinity. Một trong những đóng góp cuối sự nghiệp của ông là việc phát minh ra một loại máy quét laser. Ông nghỉ hưu vào năm 1972. và mất năm 1979 ở Anh.